# 乌贾陨击坑
乌贾陨击坑（Udzha）是火星北海区的一座撞击坑，其中心坐标位于北纬81.8度、东经77.2度处，直径45公里（28英里），它几乎已完全被冰层和尘埃覆盖，只有坑壁最高部分露出于极地沉积物之上，揭示出圆形的轮廓。该特征取名自俄罗斯北部的一所村庄—乌贾村，2006年被国际天文联合会行星系统命名工作组批准接受。